# Мауї

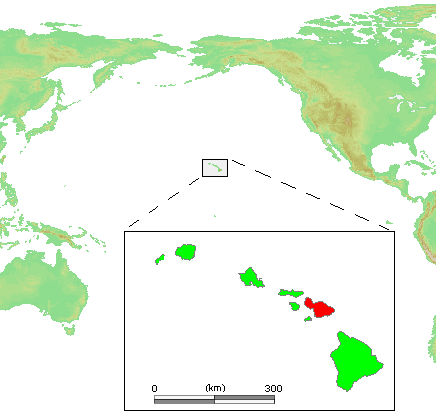
Розташування острова Мауї.

Острів Мауї (англ. Maui, гав. Maui) — другий за величиною острів архіпелагу Гаваї, приблизно 1 883 км². Мауї є частиною штату Гаваї та найбільший острів у окрузі Мауї. Три інших острови, що належать до округу Мауї — Ланаї (англ. Lāna'i), Кахоолаве (англ. Kaho'olawe), і Молокаї (англ. Moloka'i). Станом на 2005 рік населення острова становило 139 884 жителів, що є третім за кількістю населення показником штату після островів Оаху та Гаваї.

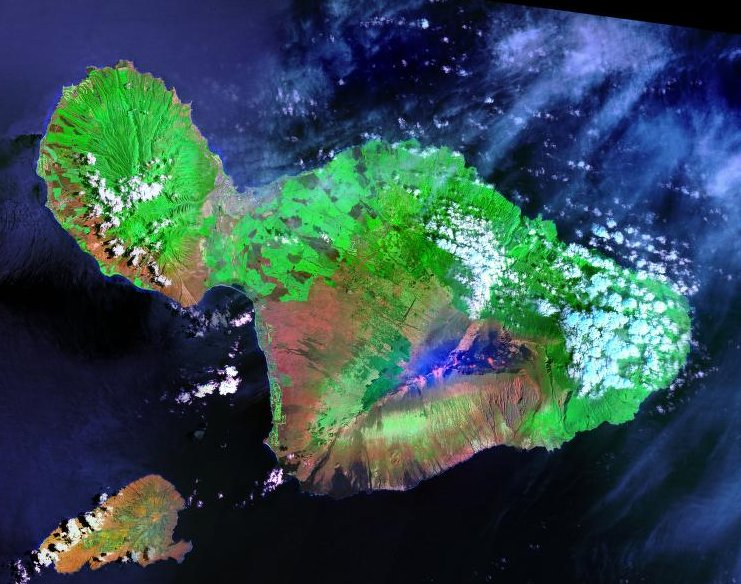
Острів Мауї. Знімок з супутника.
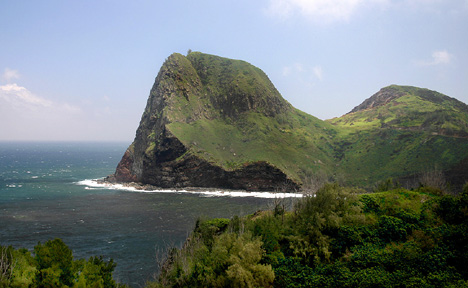
Затока Кагакулоа
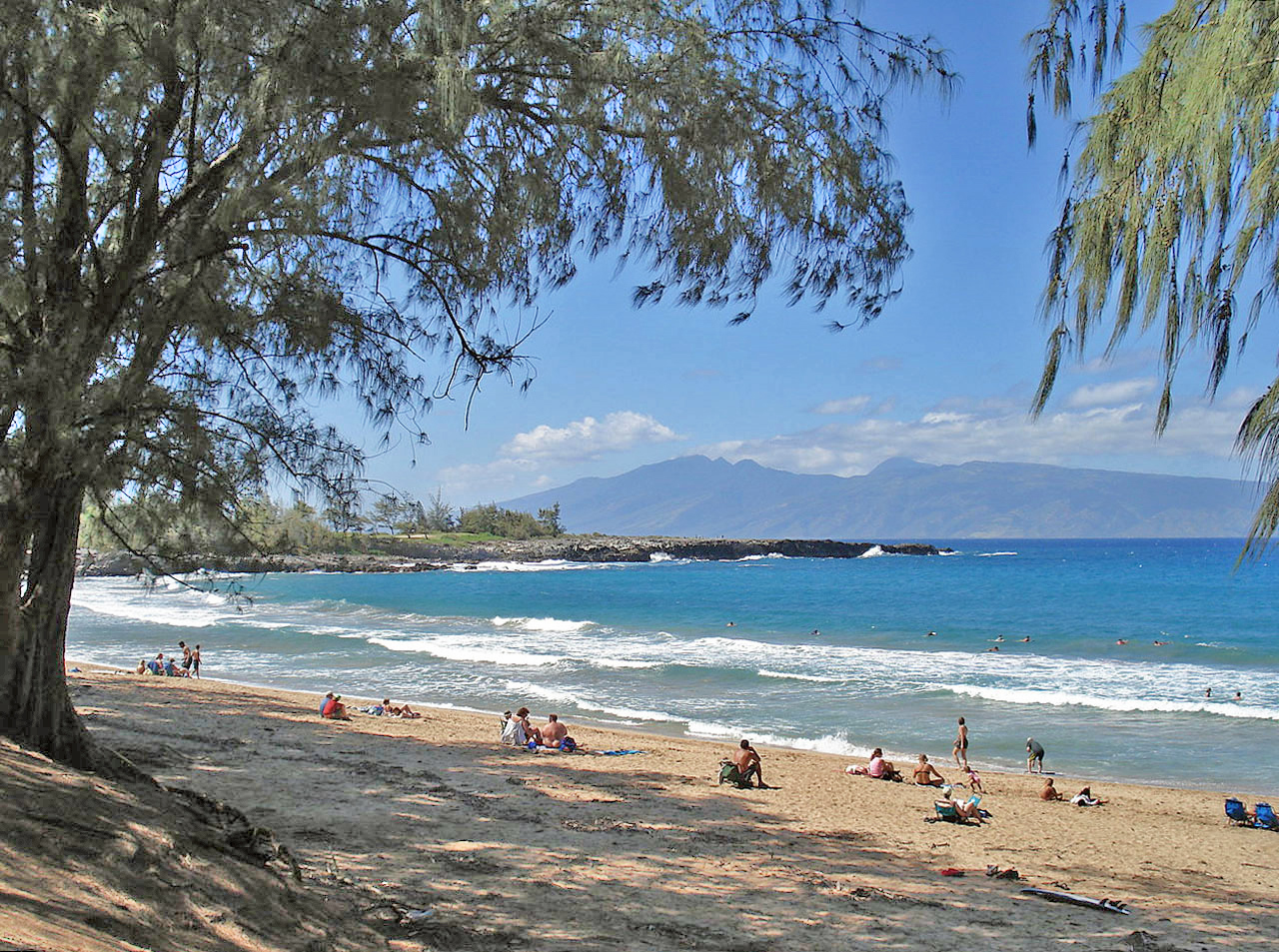
Пляж Флемінґа